# Pyrrhos I.

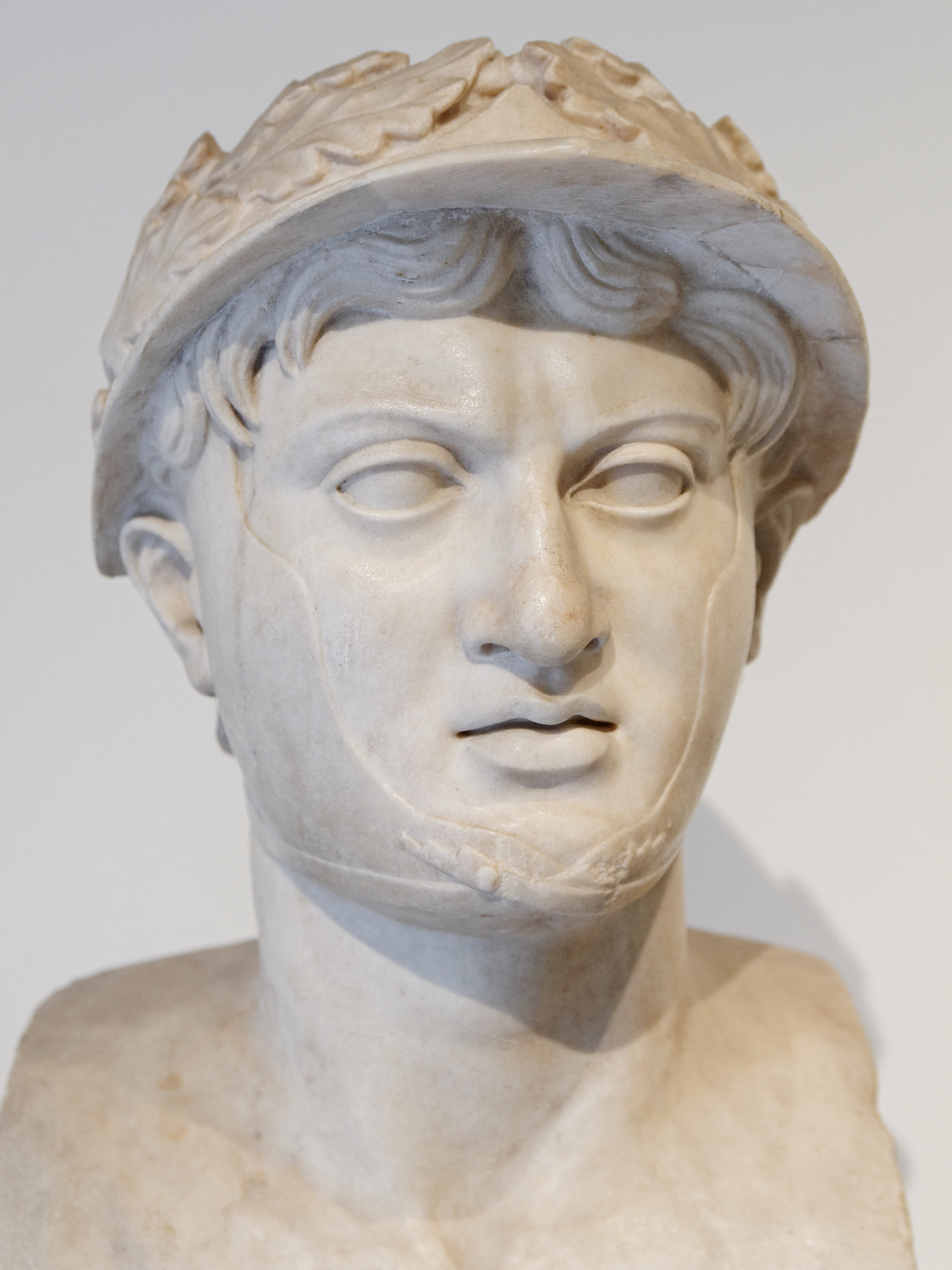
Büste des Pyrrhos aus der Villa dei Papiri von Herculaneum. Museo Archeologico Nazionale, Neapel.

Pyrrhos I. (altgriechisch Πύρρος Pýrrhos, deutsch ‚Feuerkopf, rothaarig‘, lateinisch Pyrrhus, altlateinisch Burrus; * ca. 319/18 v. Chr.; † 272 v. Chr. in Argos) war ein antiker griechischer König der Molosser und Hegemon der Epiroten aus der Dynastie der Aiakiden im 4. und 3. vorchristlichen Jahrhundert. Vor dem historischen Hintergrund der Diadochenkriege war er in der Generation nach Alexander dem Großen einer der führenden Kriegsherren der frühhellenistischen Ära. Bekannt wurde er vor allem durch den nach ihm benannten Pyrrhischen Krieg gegen die junge Römische Republik. Trotz seiner letztendlichen Niederlage in diesem Krieg blieb im Gedenken sein militärisches Können in höchstem Ansehen. Der Begriff „Pyrrhussieg“ für einen zu teuer erkauften Erfolg leitet sich von seinem Namen ab.

## Leben

### Frühe Jahre
Pyrrhos war der einzige Sohn des Königs Aiakides und einer Tochter des thessalischen Kavalleriegenerals Menon von Pharsalos. Über seine Großtante Olympias war er mit Alexander dem Großen verwandt, was ihm später mehrfach zum Vorteil gereichte. Seine Schwester Deidameia war auf Betreiben der Olympias 317 v. Chr. mit Alexander IV. Aigos verheiratet worden, dem Sohn des Welteroberers. Im Krieg gegen Kassander um die Macht in Griechenland und Makedonien waren nacheinander Olympias (316 v. Chr.) und schließlich Aiakides (313 v. Chr.) gefallen. Beim Tod des Vaters war Pyrrhos erst fünf Jahre alt, worauf sein Onkel Alketas II. die Gunst der Stunde nutzte und sich zum König in Epiros aufschwang. Weil der Onkel ein Vasall Kassanders war, musste Pyrrhos von einigen Getreuen seines Vaters in den Norden, zu den Illyrern, gerettet werden, wo er von König Glaukias adoptiert und aufgezogen wurde.
Kassanders Machtposition in Griechenland wurde durch die Anlandung des Demetrios Poliorketes im Jahr 307 v. Chr. in Frage gestellt, was die Epiroten zur Erhebung gegen den ungeliebten Alketas II. veranlasste. Nach dessen Ermordung konnte der zwölfjährige Pyrrhos mit der militärischen Unterstützung seines Adoptivvaters nach Epiros zurückgeführt und als König inthronisiert werden. Um sich gegen Kassander behaupten zu können, hatte er sich außenpolitisch an Demetrios Poliorketes angelehnt, der 303 v. Chr. Deidameia geheiratet hatte. Als aber 302 v. Chr. Pyrrhos anlässlich der Hochzeit einer seiner illyrischen „Brüder“ das Land verlassen hatte, nutzten dies seine von Kassander unterstützten Gegner zur Installierung des Neoptolemos II. als Gegenprätendenten aus. Erneut zur Exilnahme gezwungen, schloss sich Pyrrhos in Kleinasien dem Gefolge seines Schwagers Demetrios Poliorketes an, der sich gerade auf dem Weg zur Vereinigung seiner Streitkräfte mit denen seines Vaters Antigonos Monophthalmos befand. Aber in der entscheidenden Schlacht von Ipsos im Sommer 301 v. Chr., in der Pyrrhos erstmals seine herausragende Tapferkeit beweisen konnte, erlitten die Antigoniden eine schwere Niederlage; Antigonos war gefallen und Pyrrhos war mit Demetrios zur Flucht auf die See gezwungen. Die Chancen zur Rückgewinnung seines Königreichs waren damit geschwunden.
Zum Zwecke eines Friedens mit dem mächtigen Herrscher von Ägypten, Ptolemaios I., wurde Pyrrhos 298 v. Chr. von Demetrios als Geisel nach Alexandria geschickt, was sich für Pyrrhos letztendlich als richtungsweisend erweisen sollte. Denn Ptolemaios war an einer Expansion seines Einflusses in Griechenland interessiert und fand durch eine Protektion des Pyrrhos ein Mittel dazu. Durch seine Heirat mit dessen Stieftochter Antigone war Pyrrhos in die Familie des Ptolemaios aufgenommen worden, der ihm weiterhin Geld, Schiffe und Söldner für seine Rückkehr nach Epiros im Jahr 297 v. Chr. bereitstellte. Nachdem Neoptolemos II. und dessen Gefolgsleute schnell durch Mord beseitigt waren, war Pyrrhos der unumschränkte Herrscher im Land. Als seine Hauptstadt bestimmte er Ambrakia. Im makedonischen Bruderkrieg unterstützte er Alexander V. gegen Antipatros I., wofür er sich 294 v. Chr. mit den Landschaften Tymphaia und Parauaia entlohnen ließ. Aber noch im selben Jahr wurde Alexander V. von Demetrios Poliorketes beseitigt, der somit die Macht in Makedonien übernahm. Fortan stand Pyrrhos im Ringen um die Herrschaft in Griechenland in Rivalität seinem ehemaligen Freund gegenüber. 293 v. Chr. hatte er diesen erstmals im Bund mit den Böotiern angegriffen und war bis zu den Thermopylen vorgedrungen, dann aber von Demetrios wieder nach Epiros zurückgeworfen worden.
Außenpolitisch sicherte sich Pyrrhos durch ein Bündnis mit Agathokles von Syrakus, dem Paionierkönig Audoleon und dem illyrischen König der Dardanier Bardylis II. ab, von denen er in Vielehe je eine Tochter heiratete. Das Bündnis mit Agathokles jedoch hielt nicht lange an, da dessen Tochter Lanassa nicht bereit war, ihre Gleichstellung mit den „barbarischen“ Nebenfrauen ihres Mannes hinzunehmen. Sie verließ Pyrrhos 291 v. Chr. und bot sich Demetrios Poliorketes zur Ehe an. 289 v. Chr. marschierte Demetrios in Epiros ein, konnte aber nach Makedonien zurückgeschlagen werden. Daraufhin verbündete sich Pyrrhos mit dem in Thrakien herrschenden Lysimachos, um Demetrios in einen Zweifrontenkrieg zu verwickeln. 288 v. Chr. marschierte Pyrrhos mit seinem Heer bis Beroia vor, wo sich ihm Demetrios entgegenstellte. Bevor es allerdings zur Schlacht kam, liefen die Makedonen auf die Seite Pyrrhos’ über, der als Verwandter Alexanders des Großen für würdiger befunden wurde, ihr König zu sein. Dem aus Makedonien fliehenden Demetrios setzte Pyrrhos bis nach Athen nach, wo er nach dem endgültigen Abzug seines Rivalen nach Asien einziehen und im Parthenon auf der Akropolis ein Siegopfer darbringen konnte. In Makedonien hatte sich Pyrrhos einstweilen mit Lysimachos zu arrangieren, gegen den er sich nun mit Antigonos Gonatas verbündete, dem Sohn des Demetrios. 285 v. Chr. wurden sie allerdings von Lysimachos geschlagen, der darauf die Alleinherrschaft in Makedonien übernahm.

### Kampf gegen Rom

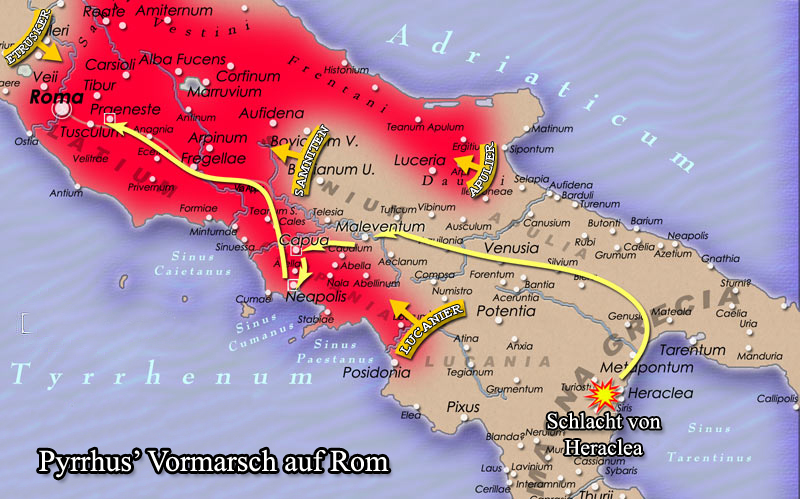
Pyrrhus’ Vormarsch auf Rom – 280 v. Chr. bis 275 v. Chr.

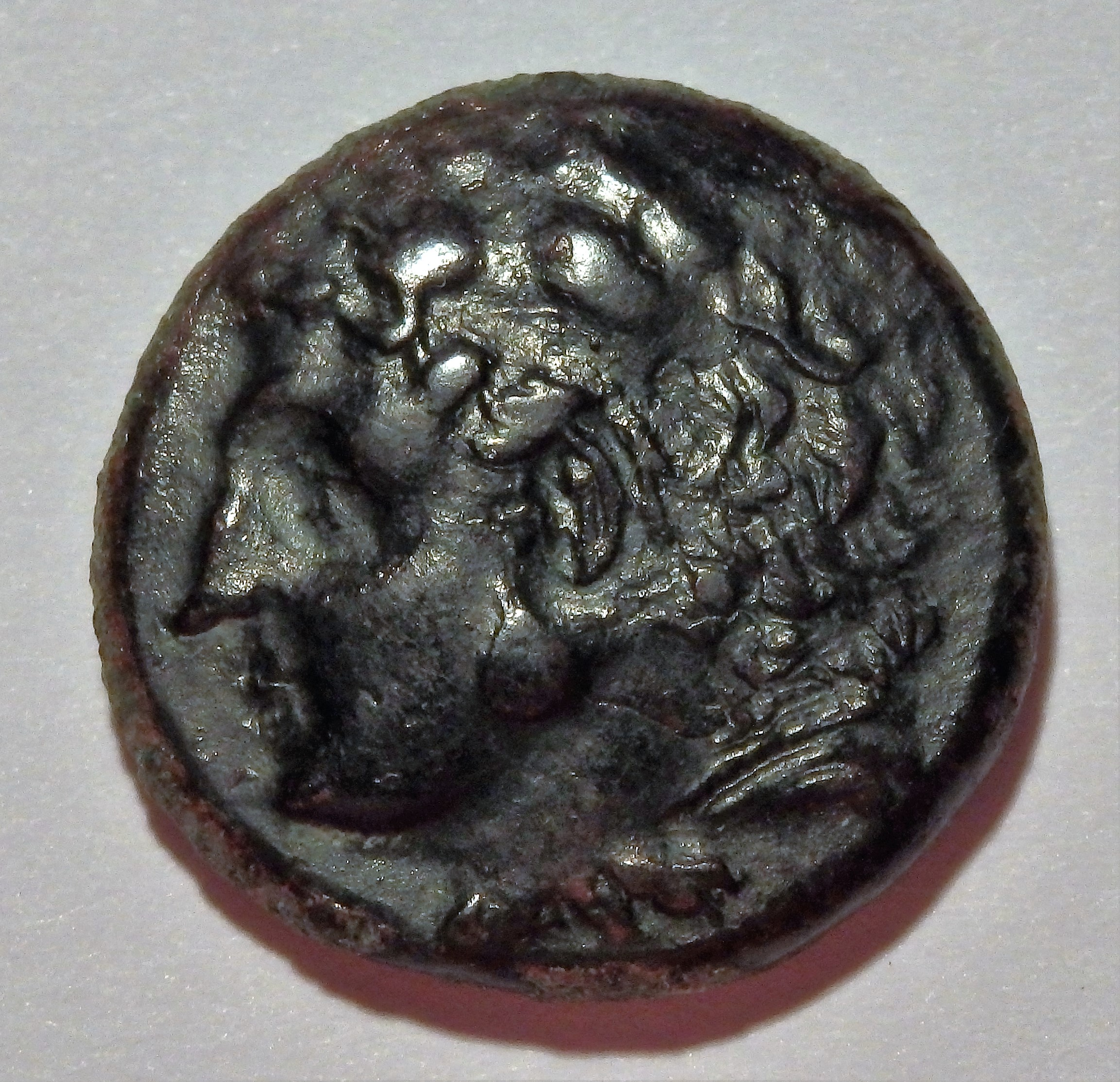
Bronzemünze aus Syrakus, Heracleskopf, z. Zt. des Pyrrhos, 287–276 v. Chr.

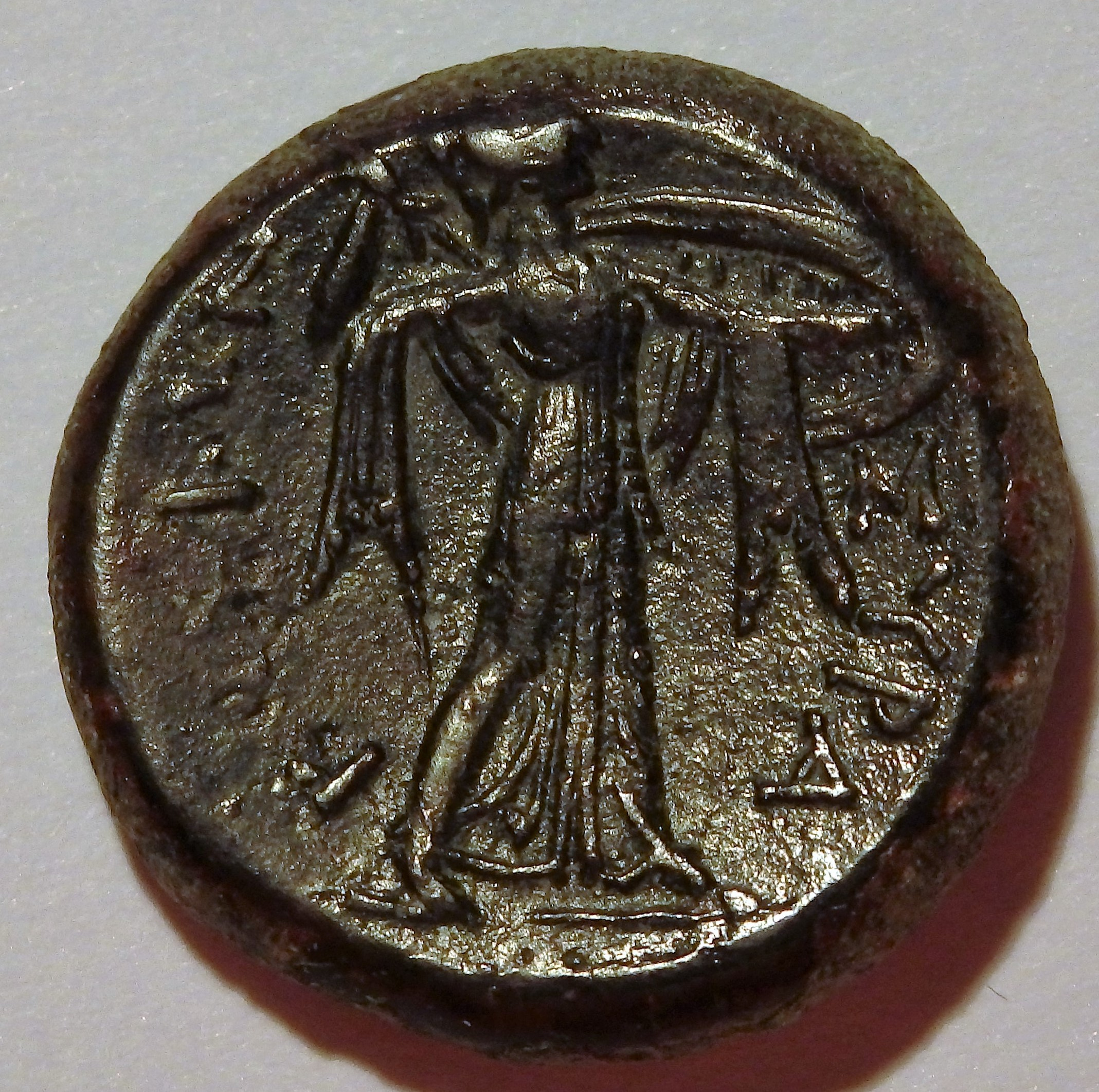
Rückseite: Athena Promachos mit Blitz als Speer und mit Schild

Aus den Belangen in Griechenland hielt sich Pyrrhos nun weitgehend heraus. Stattdessen plante er einen langjährigen Feldzug auf der Italienischen Halbinsel, nachdem er von der griechischen Stadt Tarent ein Hilfsgesuch gegen das nach den Samnitenkriegen in den Raum der Magna Graecia expandierende Rom erhalten hatte: In Tarent war es zu einem Bürgerkrieg (Stasis) zwischen denen, die mit römischer Rückendeckung die Stadt dominierten, und ihren innerstädtischen Rivalen gekommen; letztere wandten sich an Pyrrhos. Dieser glaubte offenbar an eine Gelegenheit, ein eigenes Königreich über die reichen Griechen Süditaliens errichten zu können, und versprach Hilfe. Den fast gleichzeitigen Tod von Lysimachos und Seleukos im Jahr 281 v. Chr. nutzte er daher nicht aus und schloss einen Frieden mit Ptolemaios Keraunos, dem er bereitwillig die Herrschaft in Makedonien überließ. Im Gegenzug erhielt er von allen maßgebenden hellenistischen Königen Unterstützung für seinen Italienfeldzug; Antigonos Gonatas stellte ihm Schiffe für den Truppentransport bereit, Antiochos I. sorgte für den finanziellen Unterhalt, Ptolemaios Keraunos stellte makedonische Krieger ab, während Ptolemaios II. 5.000 Infanteristen, 4.000 Kavalleristen und 50 Kriegselefanten beisteuerte. Der ägyptische Herrscher sollte außerdem die Schutzherrschaft in Epiros für die Zeit von Pyrrhos’ Abwesenheit übernehmen. Nicht zuletzt deshalb wird dieser Feldzug in der Geschichtsforschung manchmal als ein panhellenischer „Kreuzzug“ angesehen, zur „Befreiung“ der Griechen des Westens von römischer und karthagischer Herrschaft, analog zur Befreiung der Griechen des Ostens durch Alexander den Großen. Wahrscheinlicher ist aber, dass die hellenistischen Könige schlicht froh waren, in Gestalt von Pyrrhos einen gefährlichen Rivalen aus dem östlichen Mittelmeerraum entfernen und nach Westen ablenken zu können.
Mit 20.000 Phalangiten, 3.000 thessalischen Reitern, 2.000 Bogenschützen, 500 Schleuderern und 20 Kriegselefanten setzte Pyrrhos im Frühjahr 280 v. Chr. nach Italien über und schlug die Römer unter Publius Valerius Laevinus sogleich in der Schlacht von Heraclea. Anschließend marschierte er vereint mit den Samniten, Lukanern und Tarentinern durch Kampanien und Latium bis vor Rom, dessen politische Führer trotz seiner militärischen Stärke Friedensverhandlungen ausschlugen. Nachdem er den Winter auf 279 v. Chr. in Kampanien verbracht hatte, schlug er die Römer unter Publius Decius Mus erneut in der Schlacht bei Asculum. Dieser Sieg wurde allerdings durch eigene hohe Verluste geschmälert, weshalb der Historiker Diodor ihn als einen „kadmeischen Sieg“ charakterisierte, wonach angeblich Pyrrhos von dunklen Vorahnungen bezüglich eines möglichen weiteren Sieges gegen die Römer befallen wurde, der ihm im Ergebnis keinen seiner eigenen Krieger mehr belassen hätte. Plutarch überliefert dazu den sagenhaften Ausspruch des Königs: „noch einen solchen Sieg über die Römer, - dann sind wir vollständig verloren!“ Daraus etablierte sich die Metapher vom Pyrrhussieg.
Die Römer waren entschlossen, ihre überlegenen Ressourcen zu nutzen. Nachdem Rom erneut jede Friedensverhandlung abgelehnt hatte und stattdessen ein Bündnis mit Karthago eingegangen war, setzte Pyrrhos 278 v. Chr. auf Sizilien über, um die dortigen Griechen gegen die Offensive der punischen Seemacht zu unterstützen. Den Anlass bot wie zuvor in Tarent auch diesmal eine Stasis, diesmal in Syrakus. Wegen seiner vorangegangenen Ehe mit einer Tochter des Königs Agathokles von Syrakus hegte Pyrrhos wohl die Hoffnung auf eine Übernahme der Königsherrschaft über die Griechen Siziliens. Den Karthagern fügte er 277 v. Chr. mit der Eroberung ihrer stärksten Festung Eryx eine schwere Niederlage zu, woraufhin er mit ihnen Friedensverhandlungen aufnahm. Dagegen aber intervenierten seine griechischen Bundesgenossen, die den Verbleib der stark befestigten Hafenstadt Lilybaeum (heute Marsala) in karthagischer Hand nicht hinnehmen wollten. Auf ihren Druck hin brach Pyrrhos 276 v. Chr. die Verhandlungen ab und musste die Belagerung von Lilybaeum aufnehmen, die allerdings mangels eigener Belagerungsmaschinen erfolglos verlief. Sein Ansinnen auf die Requirierung von Geldern zum Bau einer Flotte, mit der die Stadt von der Seeseite aus abgeriegelt werden sollte, war bei seinen Alliierten auf Ablehnung gestoßen. Als er dazu überging, die sizilianischen Poleis mit Garnisonen zu besetzen, traten die Sizilianer in separate Verhandlungen mit Karthago zur Beilegung des Kampfes. Ein Hilfsgesuch der Tarentiner und Samniten gegen die vorrückenden Römer lieferte Pyrrhos 275 v. Chr. den willkommenen Vorwand, seine Sizilienexpedition zu beenden und nach Italien zurückzukehren, wo Rom inzwischen alle Städte der Magna Graecia mit Ausnahme von Tarent besetzt hatte. Die Schlacht bei Beneventum gegen Manius Curius Dentatus endete für Pyrrhos mit einer ersten und entscheidenden Niederlage. Zur Fortsetzung des Kampfes erbat er von den hellenistischen Herrschern weitere materielle und finanzielle Unterstützung, doch diese wurde ihm verweigert – sogar Ptolemaios II. von Ägypten hatte zwischenzeitlich den friedlichen Ausgleich mit Rom gesucht. Pyrrhos erklärte daher den Kampf gegen Rom für beendet und kehrte, unter Zurücklassung einer kleinen Garnison in Tarent, nach Epiros zurück.

### Römische Bewertung
Rom blickte insgesamt mit Stolz auf den erfolgreichen Abwehrkampf gegen Pyrrhos zurück und hat ihn auch nicht, wie sonst manch anderen seiner Gegner, rückwirkend verunglimpft. Dies resultierte wohl vor allem aus der verwandtschaftlichen Nähe des Pyrrhos zu Alexander dem Großen und seiner Herkunft aus dem hellenischen Kulturkreis. Die römische Geschichtsschreibung stilisierte Pyrrhos dabei zum fähigsten und würdigsten aller Nachfolger Alexanders, womit der Sieg über ihn zugleich auch die Überlegenheit Roms gegenüber der alexandrinischen Kriegsschule manifestierte. Als Appius Claudius Caecus 280 v. Chr. gegen einen Frieden mit Pyrrhos argumentierte, betonte er dabei, dass Alexander nicht länger der Unbesiegbare geheißen hätte, hätte er es je gewagt, selbst gegen Rom zu marschieren. In der Einschätzung Hannibals soll Pyrrhos der fähigste Feldherr aller Zeiten gewesen sein, noch vor Scipio Africanus und ihm selbst. In einer anderslautenden Überlieferung verwies er ihn hinter Alexander auf den zweiten Platz.

### Letzte Jahre
In den fast sechs Jahren seiner Abwesenheit hatten sich in Griechenland die politischen Verhältnisse gewandelt. Bereits 279 v. Chr. waren die Kelten in ihrer Südwanderung in Griechenland eingefallen und bis an die Thermopylen vorgedrungen. Ptolemaios Keraunos war gegen sie gefallen und nach einigen Jahren der Anarchie hatte sich Antigonos Gonatas in Makedonien als König etablieren können. Als Folge des Abwehrkampfes gegen die Kelten war südlich von Epiros der aitolische Städtebund zur regionalen Größe aufgestiegen. Kaum aus Italien zurückgekehrt, fiel Pyrrhos 274 v. Chr. mit 8.000 Infanteristen und 500 Kavalleristen in Makedonien ein und schlug Antigonos, von dem 2.000 Krieger auf seine Seite übergegangen waren, in zwei Schlachten. Daraufhin gelang ihm die Einnahme von Aigai, wobei seine keltischen Söldner die Grabhügel der makedonischen Könige plünderten. Als Vorwand für seinen Krieg gegen Antigonos hatte Pyrrhos dessen ausbleibende Unterstützung in Italien herangezogen.
Auf Betreiben des Kleonymos wandte sich Pyrrhos 272 v. Chr. auf die Peloponnes, um für den Prätendenten den Thron Spartas zu erkämpfen. Auf seinem Marsch wurde er von Antigonos Gonatas auf dem Seeweg verfolgt, der hinter ihm den Isthmos abriegelte. Im Kampf um Sparta musste Pyrrhos eine weitere Niederlage hinnehmen, bei der sein ältester Sohn Ptolemaios fiel. Inzwischen war aber in Argos eine Stasis zwischen zwei von Aristippos und Aristeas angeführten Parteien ausgebrochen. Aristippos rief Antigonos zu Hilfe, Aristeas Pyrrhos. Als dieser vor der Stadt eintraf, wurde er auf den bereits auf den Hügeln lagernden Antigonos aufmerksam. Nachdem dieser die Aufforderung zur Feldschlacht nicht angenommen hatte, bemächtigte sich Pyrrhos in einem Nachtangriff der Stadt Argos, deren Nachtwache verräterisch eines ihrer Tore offen stehen ließ. Als die Argiver am nächsten Morgen ihre Stadt von fremden Truppen besetzt fanden, erhoben sie sich, angeführt von Aristippos, gegen die Besatzer. Im Straßenkampf wurde Pyrrhos von einem Dachziegel, den angeblich eine alte Frau vom Dach ihres Hauses hinabgeworfen hatte, am Genick getroffen, worauf er am Grab des Likymnios bewusstlos von seinem Pferd fiel und von einem feindlichen Krieger enthauptet wurde. Antigonos sorgte darauf für eine Feuerbestattung gemäß dem Brauch und übersandte seine Asche zur Beisetzung nach Epiros.
Noch im Jahr von Pyrrhos’ Tod wurde Tarent als letzte freie Polis der Magna Graecia von Rom erobert.

## Ehefrauen und Kinder
Pyrrhos führte ein polygames Eheleben und war mit mindestens vier Frauen verheiratet. Seine erste Frau war die 298/97 v. Chr. geehelichte Antigone, Stieftochter des Ptolemaios I. von Ägypten. Sie war die Mutter seines ältesten Sohnes Ptolemaios († 272 v. Chr.). Nach ihr nahm er noch Lanassa, Tochter des Agathokles von Syrakus, sowie je eine Tochter des Paionierkönigs Audoleon und des Illyrerkönigs Bardylis II. zur Frau. Sein zweiter Sohn und Nachfolger Alexandros II. († 245/40 v. Chr.) war ein Sohn der Lanassa. Weitere Kinder waren der Sohn Helenos und die Töchter Olympias und Nereïs, wobei unklar ist, von welchen Müttern sie stammen. Nereïs wurde mit Gelon, dem Sohn des Tyrannen Hieron II. von Syrakus, verheiratet und sie wurde Mutter des Tyrannen Hieronymos von Syrakus.
Eine Bemerkung Justins suggeriert außerdem, dass Pyrrhos 281 v. Chr. eine Tochter des Ptolemaios Keraunos als fünfte Frau geheiratet habe, wobei diese Eheverbindung wahrscheinlich mit der mit Antigone verwechselt wurde.